# Aeroportul Internațional Niamtougou
Aeroportul Internațional Niamtougou (IATA: LRL, ICAO: DXNG) este un aeroport din Regiunea Kara, Togo ce deservește zona Niamtougou. A fost deschis în 1980 și numit după zona deservită.
Situat la o altitudine de 462 m, aeroportul dispune de 1 pistă.

## Infrastructură

### Piste
Aeroportul dispune de o singură pistă. Pista are orientarea 03/21. 